# Monasterio del Salvador y San Eutimio
El Monasterio del Salvador y San Eutimio (en ruso, Спасо-Евфимиев монастырь) es un monasterio ortodoxo situado en Súzdal (Rusia). Forma parte del lugar Patrimonio de la Humanidad de la Unesco denominado Monumentos Blancos de Vladímir y Súzdal, con el código de identificación 633-007.

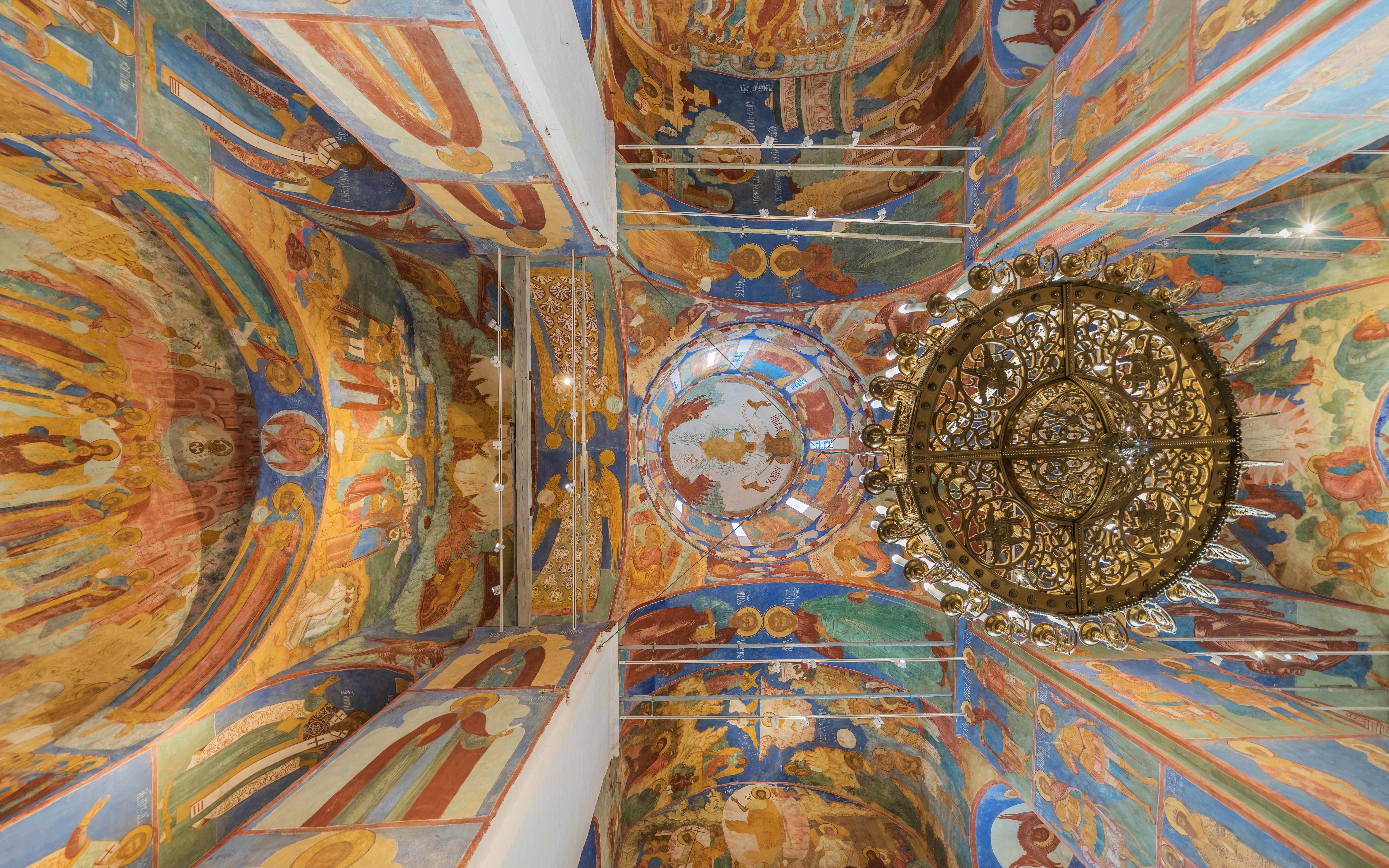
Frescos en el interior de la catedral de la Transfiguración.

El monasterio fue fundado en el siglo XIV, y su importancia creció en los siglos XVI y XVII gracias a donaciones realizadas por Basilio III, Iván IV y la familia Pozharski, una dinastía noble de la región. Entre los edificios erigidos durante este período están la iglesia de la Asunción, el campanario, las murallas y torres que lo rodean y la catedral, con siete cúpulas, dedicada a la Transfiguración del Salvador. La catedral se construyó en el estilo del Gran Ducado de Vladímir-Súzdal. Su interior contiene frescos restaurados por la escuela de Guri Nikitin de Kostromá, y se remontan al año 1689. La tumba de Dmitri Pozharski queda junto al muro de la catedral.
El monasterio contiene asimismo una prisión, construida en 1764, que en un principio albergó a disidentes religiosos. La prisión siguió usándose durante el período soviético, y entre sus prisioneros más conocidos estuvieron el célebre economista Nikolái Kondrátiev y el mariscal de campo Friedrich Paulus, que fue encarcelado allí durante un tiempo después de su rendición en Stalingrado[cita requerida]. La prisión hoy alberga un museo sobre la historia militar del monasterio.